# El Estoraque
El Estoraque är en ort i Mexiko.   Den ligger i kommunen Pueblo Nuevo Solistahuacán och delstaten Chiapas, i den sydöstra delen av landet, 700 km öster om huvudstaden Mexico City. El Estoraque ligger 1 472 meter över havet och antalet invånare är 490.
Terrängen runt El Estoraque är kuperad västerut, men österut är den bergig. Runt El Estoraque är det ganska tätbefolkat, med 80 invånare per kvadratkilometer. Närmaste större samhälle är Pueblo Nuevo Jolistahuacan, 2,4 km nordost om El Estoraque. I omgivningarna runt El Estoraque växer i huvudsak städsegrön lövskog.